# Kościół Niepokalanego Poczęcia Najświętszej Maryi Panny w Świeciu
Kościół Niepokalanego Poczęcia Najświętszej Maryi Panny w Świeciu – rzymskokatolicki kościół parafialny w Świeciu, w województwie kujawsko-pomorskim. Należy do dekanatu Świecie nad Wisłą diecezji pelplińskiej. Nazywany jest przez świecian "Klasztorkiem".

## Historia

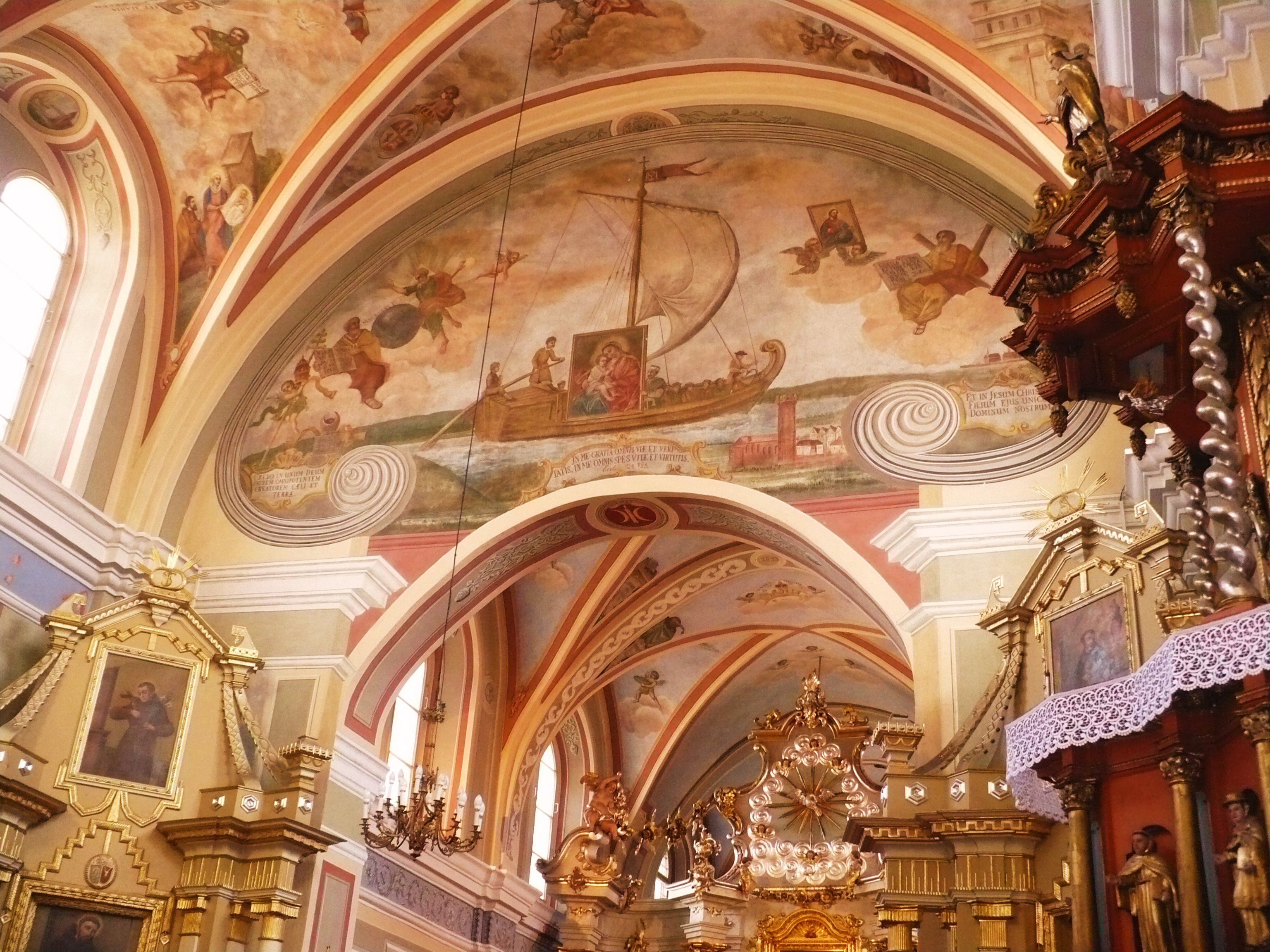
Fragment fresek we wnętrzu świątyni

Świątynia została zbudowana w latach 1692-1720 w stylu barokowym dla zakonu bernardynów sprowadzonych do miasta z Bydgoszczy między 1624 a 1626 rokiem przez ówczesnego burmistrza Jerzego Kapela, który był głównym założycielem i fundatorem klasztoru. Bernardyni mieli przeciwdziałać szerzącej się w mieście reformacji. Budowa kościoła ciągnęła się przez 28 lat, wraz z nim zostały wzniesione nowe zabudowania klasztorne. W dniu 3 października 1721 roku nowy kościół został poświęcony przez biskupa kujawskiego Antoniego Szembeka. W świątyni został umieszczony łaskami słynący obraz Matki Bożej - zwanej Świecką. W 1741 roku zostały dobudowane krużganki otaczające dziedziniec przed świątynią oraz wieża-brama i w takim stanie pobernardyński zespół klasztorny zachował się do dziś. 

## Wyposażenie

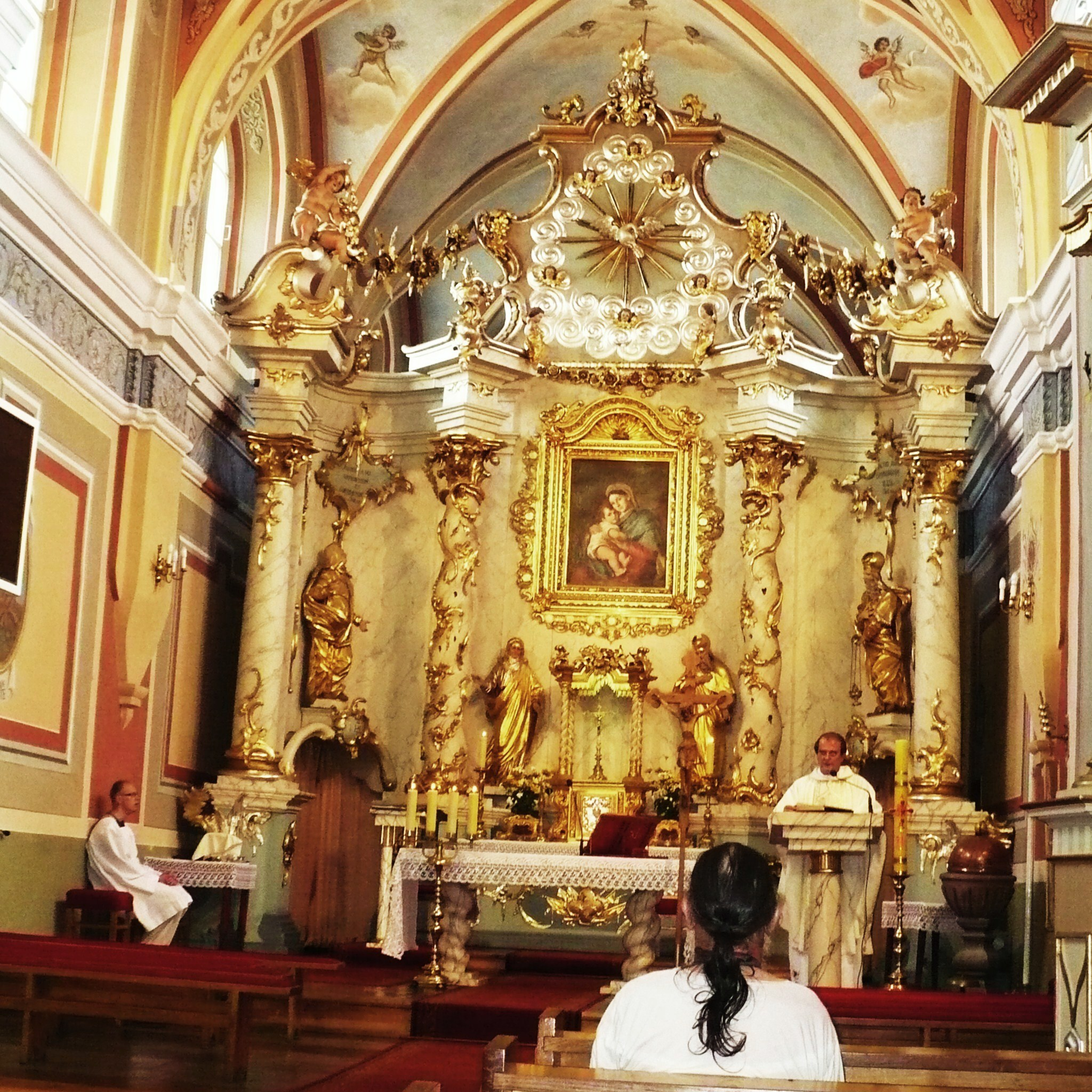
Rokokowy ołtarz główny

Wnętrze świątyni zostało urządzone podczas rządów króla Stanisława Augusta Poniatowskiego. W prezbiterium znajduje się rokokowy ołtarz główny, wykonany w 1767 oku. Wyrzeźbione w 1800 roku przez brata Paschalisa ołtarze boczne w stylu klasycystycznym są poświęcone założycielom zakonu, św. Franciszkowi z Asyżu i św. Antoniemu z Padwy. Ambona powstała na przełomie XVII/XVIII wieku. W krużganku, we wnękach mieszczą się obrazy przedstawiające sceny z życia Chrystusa. Trzynaście z nich zostało namalowanych w 1792 roku w stylu rokokowym przez brata Linka – bernardyna. Następne trzy zostały namalowane na przełomie XIX/XX stulecia na miejscu starszych, mocno zniszczonych.

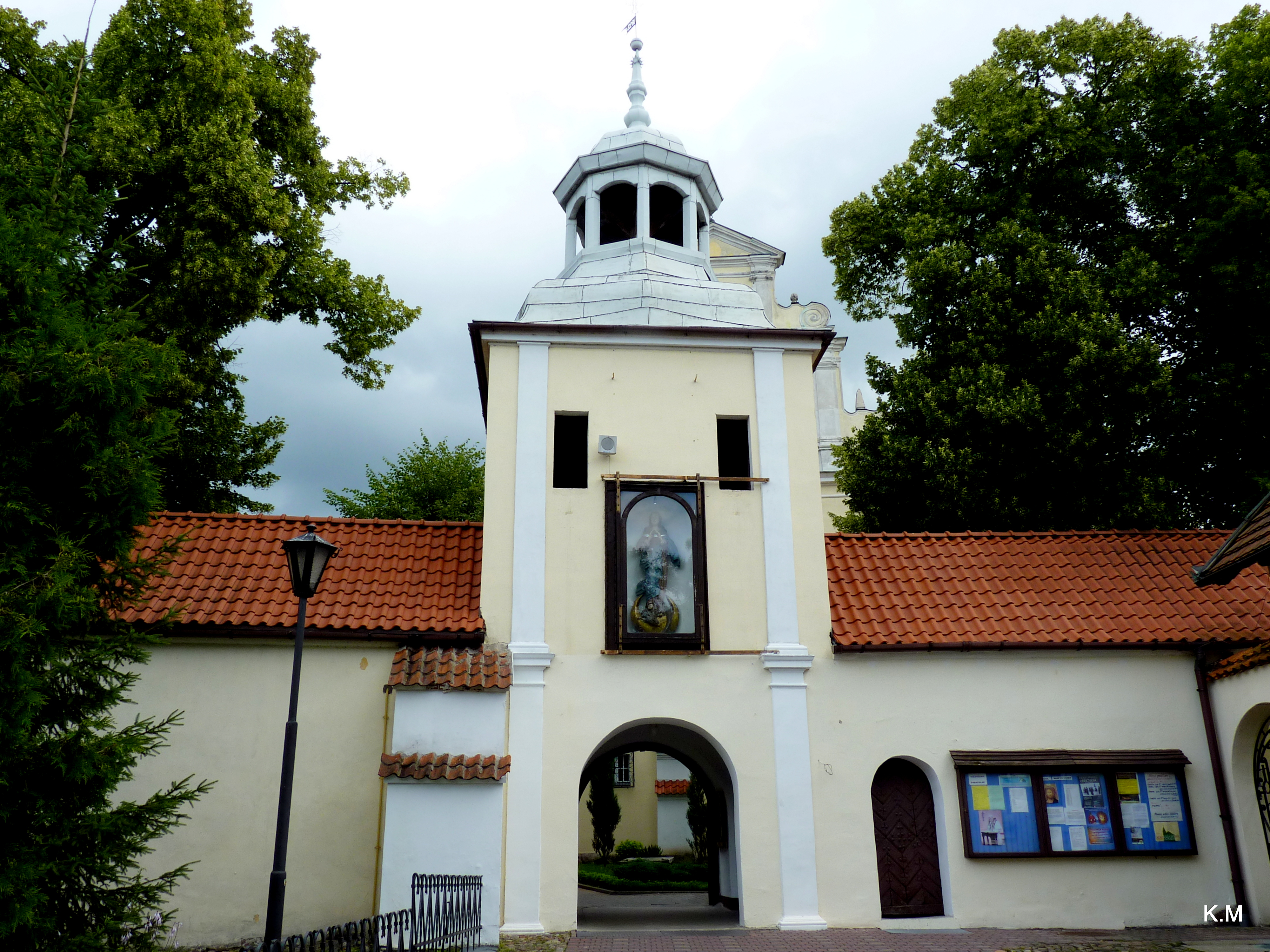
Brama